# پاله‌پولا
پاله‌پولا (به لاتین: Pallepola) یک منطقهٔ مسکونی در سری‌لانکا است که در استان مرکزی (سری‌لانکا) واقع شده‌است. پاله‌پولا ۳۸۸ متر بالاتر از سطح دریا واقع شده‌است.